# Pierre Mérot

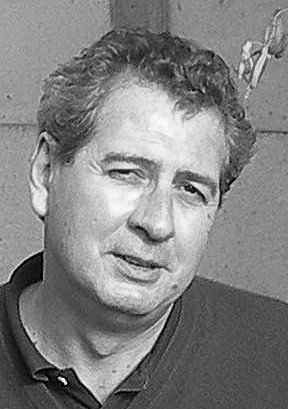
Pierre Mérot, 2017

Pierre Mérot (* 16. Dezember 1959 in Paris) ist ein französischer Schriftsteller und Lehrer.

## Leben
Nach dem Studium der Politikwissenschaft wandte sich Mérot zunächst dem Journalismus, später dem Verlagswesen zu. Nach einer Phase der Arbeitslosigkeit wurde er schließlich Lehrer und unterrichtet an einer Schule in einem Vorort von Paris.

## Werke
- Pays-sœur, 1987
- Crucifiction, 1991
- Petit camp, 2001
- Mammifères, 2003. In deutscher Übersetzung erschienen: Säugetiere, Roman (2004,  Hanser – Übertragung Gaby Wurster) ISBN 978-3-596-16745-6.
- L'Irréaliste, 2005
- Arkansas, 2008
- Kennedy Junior, 2010
- Toute la noirceur du monde, 2013
- Réveillon, 2017
- Pars, oublie et sois heureuse, 2022
- Mammifères II, 2025

## Auszeichnungen
Für seinen Roman Säugetiere (Mammifères) erhielt Mérot 2003 den Prix de Flore.